# Josef Hajný
Josef Hajný (4. července 1941 Litovel – 15. srpna 2003) byl český nakladatelský redaktor a překladatel z francouzštiny, italštiny a španělštiny.

## Život
Po maturitě v Českém Krumlově vystudoval v letech 1958–1965 romanistiku na Filozofické fakultě Univerzity Karlovy v Praze. Od roku 1964 do roku 1968 pracoval jako redaktor v nakladatelství Odeon, z toho v letech 1964–1965 v literárním časopise Světová literatura. Po krátkém působení v nakladatelství Melantrich se roku 1970 stal překladatelem ve svobodném povolání. V letech 1988–1989 byl redaktorem časopisu Kmen, roku 1990 se stal redaktorem v Československé televizi a nakonec od roku 1992 opět překladatelem ve svobodném povolání.
Ve svých překladech se soustřeďoval především na literaturu 19. a 20. století, ale také na italskou literaturu období renesance. Kromě toho se věnoval také činnosti literárně kritické a literárně historické.

## Překlady (výběr)

### Překlady z francouzštiny
- 1970 – Sébastien Japrisot: Vražda v expresu.
- 1970 – Pierre Boulle: Planeta opic.
- 1975 – Pierre Boulle: Uši džungle
- 1975 – Alfred de Musset: Marianniny rozmary, Španělská stěna.
- 1981 – Hervé Bazin: Vstaň a choď!.
- 1982 – Hervé Bazin: Ohněm proti ohni.
- 1985 – Hervé Bazin: Zelený chrám
- 1985 – Bernard Clavel: Dlouhé čekání.
- 1988 – Charles Dobzynski: Taromancie.
- 1988 – Stendhal: Lucien Leuwen.

### Překlady z italštiny
- 1971 – Giorgio Bassani: Zahrada Finzi-Continiù.
- 1971 – Cesare Pavese: Dřív než kohout zakokrhá .
- 1973 – Ugo Foscolo: Poslední dopisy Jacopa Ortise.
- 1974 – Gabriele d'Annunzio: Triumf smrti.
- 1974 – Paolo Volponi: Vévodská opona.
- 1976 – Marcello Argilli: Atomino.
- 1976 – Ippolito Desideri: Cesta do Tibetu.
- 1976 – Iginio Ugo Tarchetti: Fosca.
- 1977 – Goffredo Parise: Fešák kněz.
- 1980 – Goffredo Parise: Pan šéf.
- 1981 – Guido Artom: Zmizelí soudcové:
- 1983 – Michele Prisco: Dědicové větru.
- 1983 – Mario Tobino: Ve znamení medusy.
- 1984 – Michele Prisco: Cár mlhy.
- 1986 – Niccolò Machiavelli: Úvahy o vládnutí a o vojenství.
- 1991 – Laura Grimaldiová: Podezření.
- 1994 – Luigi Pirandello: Bláznův klobouk aneb Čapka s rolničkami
- 1995 – Niccolò Machiavelli: Vladař.
- 2002 – Carlo Ginzburg: Benandanti: čarodějnictví a venkovské kulty v 16. a 17. století.
- 2003 – Carlo Ginzburg: Noční příběh: sabat čarodějnic.
- 2004 – Antonio Pigafetta: Zpráva o první cestě kolem světa.
- 2004 – Giacomo Casanova: Trochu jiný Casanova.
- 2007 – Giordano Bruno: Magie.

### Překlady ze španělštiny
- 1976 – Pablo Neruda: Vyznávám se, že jsem žil: paměti.
- 1979 – Pablo Neruda: Kapitánovy verše.
- 1983 – Indalecio Liévano Aguirre: Bolívar.
- 1983 – Cirilo Villaverde:  Cecilia Valdésová aneb Andělský pahorek .
- 1986 – Dolores Ibárruri: Jediná cesta.